# شرق أحمدبور

شرق أحمدبور.

شرق أحمد بور (بالسيريكية والأردية: احمد پُور شرقیہ) هي مدينة تقع في البنجاب في باكستان.